# Woodside (Kumbria)
Woodside – civil parish w Anglii, w Kumbrii, w dystrykcie (unitary authority) Cumberland. W 2011 civil parish liczyła 516 mieszkańców. W obszar civil parish wchodzi także Oulton.